# アデル・ド・フランス (ヴェクサン女伯)
アデル・ド・フランス（Adèle de France, 1160年10月4日 - 1220年頃）は、フランス王ルイ7世と2番目の妃コンスタンス・ド・カスティーユの娘。ヴェクサン女伯。異母姉にマリー、同母姉にマルグリット、異母弟妹にフィリップ2世、アニェスがいる。
アデライード（Adélaïde）とも呼ばれ、ルイ7世が最初の妃アリエノール・ダキテーヌとの間にもうけた異母姉アリックス（マリーの同母妹）としばしば混同される。英語名はAlys（アリス、アリース、あるいはアレー）。

## 生涯
母コンスタンスはアデルの出産時に産褥死した。アンジュー帝国（イングランド王朝プランタジネット朝）の勢力に対抗すべく、父ルイ7世はただちに3番目の妃アデル・ド・シャンパーニュ（最初の妃アリエノールとの間の2人の娘の婿としたシャンパーニュ伯アンリ1世およびブロワ伯ティボー5世の妹）と再々婚し、ようやく5年後に唯一の男子であるフィリップ2世をもうけている。
アデルの同母姉マルグリットは、生まれてまもなくアンジュー伯アンリ（イングランド王ヘンリー2世）の嗣子若ヘンリーと婚約し、アデルの誕生と前後してわずか2歳で結婚したが、1169年にヘンリー2世がアンジュー伯として息子たち共々フランス王ルイ7世に臣従した際、アデルも9歳で若ヘンリーの弟のリチャード（後のリチャード1世）と婚約し、幼少期よりイングランド王夫妻のもとで育てられた。
しかし、ヘンリー2世は妃のアリエノール（ルイ7世と離婚しヘンリー2世と再婚）と不仲になり、息子たちがアリエノールの前夫だったルイ7世を後ろ盾に自分に対して反乱を起こすと、反乱討伐中の1174年にアリエノールを捕らえ、ポワティエで彼女の取り巻きだった息子の妻や婚約者たちを呼び寄せた。その中に含まれていたアデルに関しては、リチャードと結婚させないままにしていたため彼女を自分のものにしたと噂された。この関係についてはおおむね事実であろうとされており、一説にはヘンリー2世はアリエノールを幽閉したまま離婚しアデルと再婚する意思があったとも、あるいは2人の間には子まで生まれたが程なく死亡したともいう。ルイ7世は一刻も早くアデルとリチャードを結婚させるよう、1177年にヘンリー2世の下にローマ教皇アレクサンデル3世の特使まで送ったが遂にかなわず、娘の身を案じつつ1180年に死去した。
代わって即位した異母弟フィリップ2世は婚約問題を引き継いだが話は進まず、ヘンリー2世は結婚実現要求に応じなかった。婚約破棄を引き換えにしたアデルの嫁資ジゾールの返還要求も聞き入れず、未亡人となったマルグリットの嫁資ヴェクサンを返さなかったことも問題になり、フランスとイングランドの確執を長引かせた。これらが原因でヘンリー2世はフィリップ2世と手を組んだリチャードの反逆に遭い、1189年に両者に追い詰められた末に死亡した。
王位を継いだリチャード1世とフィリップ2世の間で合意が成立、第3回十字軍帰還後にアデルとリチャード1世が結婚することになったが、翌1191年3月、リチャード1世によってイングランド側からの1万マルクの違約金とともに婚約は正式に破棄された（代わりにリチャード1世は5月にベレンガリア・オブ・ナヴァールと結婚）。翌1192年にフィリップ2世はリチャード1世が十字軍で遠征している隙に、リチャード1世の弟ジョンにアデルとの結婚とリチャード1世への謀反を誘ったが、摂政として国を護っていたアリエノールに阻止された。
結局アデルは1195年、二十数年ぶりにフランスへ帰国し、フィリップ2世によりただちに自国の小貴族で20歳近く年下のポンチュー伯ギヨーム2世の下へと嫁がせられた。1199年に生まれた一人娘マリーがポンチュー伯領を相続した。このマリーの孫であるエリナー・オブ・カスティルを通じて、イングランド王家にアデルの血が流れることとなった。